# Michele Bachmann
Michele Marie Amble Bachmann (født 6. april 1956 i Waterloo, Iowa) er et amerikansk republikansk medlem af Repræsentanternes Hus for Minnesota. I årene 2001-06 var hun medlem af Minnesotas senat.
Politisk ligger hun på Det Republikanske Partis yderste højrefløj: hun er stærkt kritisk over for rettigheder til homoseksuelle, er tilhænger af omfattende skattelettelser til de velhavende og mener, at klimaforandringer er svindel. Ligeledes appellerer hun med sine stærkt værdikonservative standpunkter til Tea Party-bevægelsen og den kristne højrefløj.
Bachmann trådte for alvor ind på den nationalpolitiske scene, da hun i et tv-program på MSNBC i 2008 opfordrede til en undersøgelse af de anti-amerikanske holdninger, som hun mente, at den daværende præsidentkandidat Barack Obama og andre liberale medlemmer af Kongressen havde. I årene 2010-11 udviklede hun sig til en central figur i den voksende Tea Party-bevægelse, der tordnede mod det voksende bureaukrati i Washington, regeringens overforbrug og det skrantende statsbudget. Hun blev således et symbol på den aggressive anti-Obama-linje, som det republikanske parti førte efter midtvejsvalget i 2010, hvor Tea Party-politikere stormede ind i Kongressen.
I disse år brugte hun Tea Party-bevægelsen effektivt til at brande sine socialkonservative mærkesager som traditionelle familieværdier og religiøs frihed såvel som modstanden mod abort og homoseksualitet. Samtidig var hun glimrende til at føre valgkamp og skabe sig en trofast fanskare, der kunne relatere til hendes
»soccer mom« attitude som mor til fem. I 2011 blev hun i magasinet TIME kåret til en af verdens 100 mest indflydelsesrige mennesker.
Hun opstillede som republikansk præsidentkandidat op til det amerikanske præsidentvalg i 2012, men trak sig den 4. januar 2012 efter et skuffende resultat i det første opstillingsmøde i hendes hjemstat Iowa. Den 29. maj 2013 meddelte hun, at hun ikke genopstiller til kongresvalget i 2014.

## Baggrund
Bachmann blev født i Iowa i 1956, og senere flyttede familien, som var demokrater, til staten Minnesota. Forældrenes skilsmisse og morens nye ægteskab med en enkemand med fem børn satte familien i dyb fattigdom, og i et interview med The Wall Street Journal i 2001 beskriver hun, hvordan hendes opdragelse lærte hende værdien af hårdt arbejde. I 1978 blev hun gift med Marcus Bachmann, der i dag er klinisk terapeut med en kandidatgrad fra Regent University og en Ph.d. fra Union Graduate School. De mødte hinanden mens de var universitetsstuderende. Parret har fem børn sammen.
Hun fik sin juraeksamen i 1986 fra Oral Roberts University. Her arbejdede hun som forskningsassistent for juraprofessoren John Eidsmoe, som blev kendt for sit arbejde for at genetablere USA som kristen nation. Efter endnu en juragrad fra William & Mary School of Law blev det til en kort karriere som skatteadvokat, inden Bachmann dedikerede sig til rollen som hjemmegående husmor og plejemor for i alt 23 plejebørn, primært teenagepiger med spiseforstyrrelser.
Samtidig med familielivet blev Bachmann en aggressiv politisk aktivist med basis i sin religiøse tro. Før hun blev valgt til Kongressen i 2006, var hun yderst aktiv som politisk aktivist i moralske og religiøse spørgsmål, primært i forhold til abort og biologiundervisning i skolerne. Aktivismen for et friere skolesystem og især retten til hjemmeundervisning blev Bachmanns adgang til et politisk embede. Hun blev valgt til Minnesota State Senate i 2000, hvor hun fortsat talte imod abort og homoseksuelles rettigheder. Efter valget til Kongressen i 2006 skiftede hendes fokus til mere kontrol af den nationale regerings magt og et ønske om mindre føderal indblanding i økonomiske forhold.
Ved midtvejsvalget i 2010 blev Bachmann en af Tea Party-bevægelsens frontfigurer, og hun grundlagde i juli samme år arbejdsgruppen Tea Party Caucus i Kongressen, som tæller 60 medlemmer, alle republikanere, der holder møder, studiegrupper og pressekonferencer.

## Politiske udtalelser
Bachmann er specielt blevet kendt for hendes kontroversielle, og til tider fejlbefængte udtalelser. Et af hendes mere bemærkelsesværdige øjeblikke som Tea Party-leder var, da hun i januar 2011 kritiserede Obamas State of the Union tale – på trods af at kongresmedlem Paul Ryan allerede var officielt udvalgt af det republikanske parti til at give den sædvanlige udtalelse.
Hun holdt yderligere en tale i januar 2011, hvor hun blandt andet fokuserede på, at alle mennesker var lige i USA i det 18. århundrede. Talen faldt mange for brystet, da Bachmann ignorerede, at USA dengang i stor stil gjorde brug af slaver. Hun priste også USAs grundlæggere, der ifølge hende arbejdede hårdt for at afskaffe slaveri. I et interview med tidligere rådgiver for Bill Clinton, George Stephanopoulos, der nu er vært på morgentalkshowet Good Morning America påpegede Stephanopoulos, at både
Thomas Jefferson og George Washington var slaveejere. Bachmann svarede igen med, at
John Quincy Adams i det mindste arbejdede for at afskaffe slaveri. Stephanopoulos gjorde derefter Bachmann opmærksom på, at Adams nok var præsident, men aldrig en af USAs grundlæggere.
Bachmann har for eksempel også tidligere insinueret en sammenhæng mellem Obamas præsidentembede og udbruddet af svineinfluenza, og i 2011 sagde hun, at ødelæggelserne i forbindelse med en orkan var Guds straf til Washingtons politikere. Hun har også udtalt, at HPV-vaccination kan skabe mental retardering, og i 2013 har hun udtalt, at Obamas sundhedsreform bogstaveligt talt vil dræbe i hundredvis af kvinder og børn.